# Tatiana Santo Domingo
Tatiana Santo Domingo Rechulski (* 24. listopadu 1983), také známá jako Tatiana Casiraghi, je kolumbijsko-monackou prominentkou, rozenou Američankou, dědičkou a módní návrhářkou. Je zakladatelkou módní společnosti Muzungu Sisters a manželkou Andrey Casiraghi, který je čtvrtým v řadě následníků monackého trůnu. Na seznamu světových miliardářů časopisu Forbes se v roce 2019 umístila na 1 349. místě s odhadovaným čistým jměním 1,7 miliardy USD.

## Mládí a vzdělávání
Tatiana Santo Domingo se narodila 24. listopadu 1983 v New Yorku, ale vyrůstala v Ženevě a Paříži. Její otec Julio Mario Santo Domingo, Jr. (1958–2009) byl synem Julia Maria Santo Dominga (1923–2011), kterého časopis Forbes v roce 2011 označil za druhého nejbohatšího muže v Kolumbii. Její dědeček byl majitelem skupiny Santo Domingo Group a kolumbijského pivovaru Bavaria, který byl jedním z největších pivovarů v Jižní Americe. Když v roce 2011 zemřel, zanechal šestinu svého majetku právě Tatianě.
Její matka Vera Rechulski je brazilská prominentka ze São Paula, která má v Paříži butik, který prodává indické starožitnosti. Před otevřením svého butiku v Paříži provozovala mnoho let hotel v Indii.
Podle jednoho zdroje Tatiana navštěvovala Mezinárodní školu v Ženevě a poté se zapsala na internátní školu ve Fontainebleau poblíž Paříže, kde se údajně setkala se svým budoucím manželem Andreou Casiraghi. V roce 2005 získala BFA v oboru vizuální komunikace se zaměřením na fotografii.
Podle rozhovoru Boba Colacella pro Vanity Fair s názvem „Fortune's Children“ však ve skutečnosti navštěvovala Institut Le Rosey a École Jeannine Manuel. Colacello také tvrdil, že je držitelkou titulu Bakalář umění z American University v Londýně. V článku z října 2019 Business Insider zopakoval Colacellovy informace o jejím zápisu do Le Rosey.

## Kariéra
Je známo, že Tatiana pracovala jako stážistka pro časopis Vanity Fair v New Yorku. Pracovala také pro módní značku Aeffe Group, Alberta Ferretti.
V roce 2011 uzavřela Tatian partnerství s Danou Alikhani, dcerou zesnulého Hosseina Alikhaniho. Zahájila činnost Muzungu Sisters, značky, která se zaměřuje na etické obchodní praktiky, které jim umožňují podporovat místní řemeslníky, nakupovat ručně vyráběné oděvy za spravedlivou cenu a poté je prodávat. Jejich značku podporují i další prominenti, jako je Eugenie Niarchos a Margherita Missoni.

## Filantropie
Tatiana podporuje několik charitativních organizací, zejména Nadaci Motrice, která financuje výzkum dětské mozkové obrny a kterou podporuje i její manžel Andrea Casiraghi. V srpnu 2006 navštívila s Andreem, jménem Světového sdružení přátel dětí a Nadace Virlanie, Manilu.

## Osobní a mediální život
V roce 2010 se Tatiana Santo Domingo podle Internal Revenue Service vzdala amerického občanství.
V červenci 2012 vydala Caroline, princezna hannoverská, prohlášení, ve kterém oznámila, že Andrea Casiraghi a Tatiana Santo Domingo se po sedmiletém vztahu zasnoubili. Před svatbou už doprovázela Andrea na několika nejdůležitějších společenských událostech v Monaku, například na Růžovém plese, na korunovaci jeho strýce prince Alberta II. Monackého, na Grand Prix Monaka a na svatbě knížete Alberta a Charlene Wittstockové.
Tatiana porodila dne 21. března 2013 v Londýně v Anglii syna Alexandra Andrea Stefana „Sashu“ Casiraghiho. Andrea a Tatiana se vzali na civilním obřadu v Monackém knížecím paláci 31. srpna 2013. Náboženský obřad se konal později ve švýcarském Gstaadu 1. února 2014. Jejich druhé dítě, India Casiraghi, se narodila v Londýně 12. dubna 2015. Třetí dítě, Maxmilián Rainier, se narodil 19. dubna 2018. Děti jsou v linii následnictví monackého trůnu.
Tatiana je známá pro svůj jedinečný smysl pro módu, který jde od elegantního stylu až po vintage, boho-chic a hippie. Jako svou módní ikonu uvádí Loulou de la Falaise. Hovoří plynně španělsky, francouzsky, anglicky, portugalsky a italsky. Je blízkou přítelkyní s prominenty jako je Charlotte Casiraghi, Eugenie Niarchos a Margherita Missoni.